# Michelle McManus
Michelle McManus, née le 8 mai 1980 à Glasgow, est une chanteuse, actrice et animatrice de télévision écossaise qui s'est fait connaître du public après avoir remporté la seconde saison du télé-crochet britannique Pop Idol. Elle défend le fait de la beauté pour devenir célebre et veut prouver le contraire. 
Le premier album de Michelle McManus, The Meaning of Love, est sorti le 16 février 2004 au Royaume-Uni et en Irlande. Il s'est classé à la troisième place des ventes d'albums au Royaume-Uni et en 64e position des ventes de singles en Irlande. Le single All this Time, tiré de l'album, a atteint la tête du classement des ventes en Angleterre lors de sa sortie, et ce durant trois semaines.
Elle co-anime l'émission The Hour sur la chaîne de télévision STV avec Tam Cowan. En 2011, STV annonce l’arrêt de l'émission à la suite d'une faible audience.
En 2016, elle prépare son one-women show Michelle McManus: Pop Goes The Idol pour le festival Edinburgh.

## Discographie

### Albums
| Année | Description                                                                                           | Classement | Classement | Classement | Seuil           | Ventes        |
| Année | Description                                                                                           | UK         | IRE        | SCO        | Seuil           | Ventes        |
| ----- | --- | ---------- | ---------- | ---------- | --------------- | ------------- |
| 2004  | The Meaning of Love (en) - Sortie : 16 février 2004 - Label : Sony BMG - Formats : CD, téléchargement | 3          | 64         | 1          | UK: Disque d'or | UK : 250,000+ |
| 2010  | Different Beat - Sortie : Début 2010 - Label : McManni Records - Formats : CD, téléchargement         | À venir    | À venir    | À venir    | UK : À venir    | UK : À venir  |

### Singles
| Année | Titre                   | UK | IRE | Album               |
| ----- | ----------------------- | -- | --- | ------------------- |
| 2004  | « All This Time »       | 1  | 2   | The Meaning of Love |
| 2004  | « The Meaning Of Love » | 16 | 29  | The Meaning of Love |
| 2006  | « Breaking Free »[a]    | -  | -   | Different Beat      |
| 2007  | « Just for You »        | -  | -   | Different Beat      |